# یان میلینگ
یان میلینگ (انگلیسی: Yan Meiling؛ زادهٔ ۱۴ ژانویهٔ ۱۹۹۷) بازیکن زن راگبی ۷ نفره اهل چین است.
وی در مسابقات کشوری و بین‌المللی در مجموع برندهٔ ۱ مدال طلا، ۱ مدال نقره شده‌است.